# Закиров, Мухамет Хазиевич
Мухамет Хазиевич Закиров (баш. Мөхәмәтхан Хажи улы Закиров) (17 сентября 1934, с. Уктеево, Иглинский район, Башкирская АССР, СССР — 5 июня 1996, Уфа, Башкортостан, РФ) — советский, российский и башкирский библиотечный и общественный деятель, Заслуженный работник культуры Башкирской АССР (1976).

## Биография
Родился 17 сентября 1934 года в селе  Уктеево Иглинского района Башкирской АССР. После окончания Уфимского библиотечного техникума,  в 1951-1956 годы учился в   Московском библиотечном институте . В 1956 году начал трудовую деятельность заведующим библиографического отдела Башкирской республиканской библиотеки имени Н.К.  Крупской. В 1960-1963 годах учился в очной аспирантуре Московского государственного института культуры и защитил кандидатскую диссертацию  на тему "Библиотечное строительство в Башкирской АССР. (История, современное состояние и перспективы развития)" С 1963 года по 1973 год работает заместителем директора Башкирской республиканской библиотеки имени Н.К.  Крупской по научной части.  С 1973 года по 1995 год являлся директором Башкирской республиканской библиотеки имени Н.К.  Крупской. Во время работы директором ввёл усовершенствования в её работе путём разработки и внедрения научные основы комплектования библиотеки, а также формирования фондов на национальных языках и сохранности редких изданий. Принимал активное участие в проектировании и возведения нового здания библиотеки, а также совершенствования технологических процессов.

### Общественная деятельность
Являлся депутатом Уфимского городского совета.

### Последние годы жизни
Скончался 5 июня 1996 года в Уфе.

## Научные работы
Основные научные работы посвящены библиографии и библиотековедения. Автор свыше 40 научных работ.

## Награды и премии
- Орден Знак Почёта (1981).
- Почётная премия Республики Башкортостан (1994)[1]

## Членство в обществах
- Член президиума республиканского комитета профсоюза работников культуры.